# Extensionalitate
În logică, extensionalitatea sau egalitatea extensională se referă la principiile care judecă obiectele după egalitate dacă au aceleași proprietăți externe. Aceasta contrastează cu conceptul de intensionalitate, care observă dacă definițiile interne ale obiectelor sunt aceleași.